# Organització Democràtica Harari
L'Organització Democràtica Harari (Harari Democratic Organization HDO o HADED/HADDID en amhàric) és un partit polític d'Etiòpia, a l'oposició a la regió Harari.
Va concórrer a les eleccions del 2005 i 2010, i va fer aliança amb el Partit Popular Democràtic Unit Harari, que sembla acabava de sorgir de la unió del Partit Democràtic Unit Harari i el Partit Popular Democràtic Harari (esmentat abans com Lliga Popular Democràtica Harari). Fins ara no ha aconseguit representació.